# 1922 en Ontario
Chronologie de l'Ontario
- 1918
- 1919
- 1920
- 1921
- 1922
- 1923
- 1924
- 1925
- 1926

Cette page concerne des événements d'actualité qui se sont produits durant l'année 1922 dans la province canadienne de l'Ontario.

## Politique
- Premier ministre : Ernest Charles Drury (parti Unité Fermiers)
- Chef de l'Opposition: Vacant puis Wellington Hay (en) (Parti libéral)
- Lieutenant-gouverneur: Henry Cockshutt (en)
- Législature: 15e (en)

## Événements
- Fin de la Saison 1921-1922 de la LNH. Les St-Patricks de Toronto remportent la Coupe Stanley contre les Millionnaires de Vancouver.
- Fondation de l’Orchestre symphonique de Toronto.

## Naissances
- 21 janvier : Lincoln Alexander, 24e lieutenant-gouverneur de l'Ontario († 19 octobre 2012).
- 24 avril : Philip Givens (en), 54e maire de Toronto († 30 novembre 1995).
- 2 mai : A. M. Rosenthal (en), chroniqueur et éditeur du journal († 10 mai 2006).
- 30 juillet : Jack McClelland (en), éditeur († 14 juin 2004).
- 3 septembre : Salli Terri (en), chanteur et compositeur († 5 mai 1996).
- 11 décembre : Pauline Jewett, députée fédérale de Northumberland (1962-1965) et New Westminster—Coquitlam (1979-1988) († 5 juillet 1992).
- 18 décembre : Larry D. Mann, acteur († 6 janvier 2014).

## Décès
- 26 janvier : Robert Beith (en), député fédéral de Durham-Ouest (1891-1900, 1902-1904) (° 17 mai 1843).
- 12 avril : Robert Boston (en), député fédéral de Middlesex-Sud (1893-1896) (° 1836).
- 23 mai : Robert Franklin Sutherland (en), député fédéral d'Essex-Nord (1900-1909) et 11e président de la Chambre des communes du Canada (° 5 avril 1859).
- 22 juillet : Sara Jeannette Duncan (en), auteur et journaliste (° 22 décembre 1861).
- 3 décembre : William Proudfoot, chef du Parti libéral de l'Ontario (° 21 février 1859).